# Myrmecoclytus mayottei
Myrmecoclytus mayottei là một loài bọ cánh cứng trong họ Cerambycidae.